# 藤田賢治
藤田 賢治（ふじた けんじ、1952年1月4日 - ）は富山県出身の元プロ野球選手（投手）。左投左打。
富山北部高校出身

## 来歴・人物
富山北部高校では、2年生から八川康二とともに投手陣の二本柱となり活躍。1968年夏の甲子園県予選決勝に進むが、高岡商の前田四郎、土肥健二のバッテリーに抑えられ敗退。翌1969年には春夏の甲子園に連続出場、いずれもチーム初出場であった。春の選抜は1回戦で尼崎西高に惜敗。夏の選手権では東邦高、飯塚商を降す。準々決勝では八川のリリーフに回り、若狭高の東次男と投げ合うが敗退。
1969年のドラフト会議で大洋ホエールズに6位指名され入団する。プロ3年目の1972年に読売ジャイアンツに移籍するも、翌1973年に肩を故障。5年間で1度も登板のないまま同年限りで引退した。
低めに伸びのある速球を決めカーブ、シュートを左右に散らすピッチングが身上であった。
現在は、花王の販売会社に勤めている。

## 詳細情報

### 年度別投手成績
- 一軍公式戦出場なし

### 背番号
- 62 （1970年 - 1971年）
- 69 （1972年 - 1974年）